# Lincé
Das Dorf Lincé ist ein Ortsteil der Gemeinde Sprimont in der Provinz Lüttich in Belgien.

## Geschichte
Während der Annexion der südlichen Niederlande von der Französischen Republik im Jahre 1795 war der Ort Bestandteil des Départements Ourthe.

### Erster Weltkrieg

Der Schlieffen-Plan

Lincé erlangte traurige Berühmtheit während des Ersten Weltkriegs durch ein Massaker des Deutschen Heeres. Der Generalmajor Karl-Ulrich von Bülow, Bruder des damaligen Reichskanzlers Bernhard von Bülow, marschierte am 5. August 1914 mit der 9. Kavallerie-Division im Zuge des Schlieffenplans, nördlich Luxemburgs in Belgien ein. Die Truppen quartierten sich über Nacht in dem Dorf mit damals 800 Einwohnern ein, zur Mitternachtsstunde wurden jedoch Schüsse gemeldet. Von Bülow vermutete einen Angriff durch belgische Scharfschützen und reagierte mit aller Härte. Er ordnete an, zurückzuschießen und Lincé niederzubrennen. Im Verlauf der nächtlichen Wirren wurden elf Einwohner aus Lincé getötet. Als sich das Gefecht gelegt hatte, organisierte er ein Kriegsgericht, welches 23 Männer im Alter von 16 bis 73 Jahren aus Lincé zum Tod durch Erschießung verurteilte. Das Urteil wurde am frühen Morgen des 6. August 1914 durch Genickschuss vollstreckt. In der Nacht waren bereits 11 weitere Zivilisten, darunter 3 Jugendliche und ein zehnjähriges Mädchen umgekommen.
Am nächsten Tag wurde deutlich, dass die Attacke ungerechtfertigt war, denn sämtliche belgischen und französischen Militäreinheiten befanden sich außer Reichweite. Auch fanden die deutschen Soldaten keine Waffen bei den Hingerichteten. Vermutlich aus Verzweiflung über sein Versagen als Befehlshaber verübte Karl Ulrich von Bülow in der Nähe des Schlosses von Lincé am 7. August 1914 Suizid. Sein Tod wurde in der Propaganda zuerst als „erster gefallener General“ dargestellt. Einige Wochen später stellte sich jedoch die Wahrheit heraus. Bernhard von Bülow versuchte in der Folge den Tod doch noch als Ergebnis feindlicher Handlungen darzustellen, was aber nicht gelang.

### Denkmäler
Das Monument Hazotte wurde zum Gedenken an die Opfer in Lincé am Rande der Straße „rue d’Ogné“ errichtet. Es handelt sich um einen modernen Menhir aus dem Steinbruch von Lille.
Außerdem existiert im Ort selbst noch ein Denkmal mit Plastik und Inschrift mit den Namen der Opfer. Dieses stammt von 1962, da das Denkmal von 1920 während der deutschen Besetzung (1943) entfernt und eingeschmolzen wurde.